# Erími
Erími (grec moderne : Ερήμη) est un village chypriote situé dans le district de Limassol.

## Démographie
Le recensement de 2001 dénombre 1 432 habitants.